# Arend Jan Boekestijn
Arend Johannes (Arend Jan) Boekestijn (Amstelveen, 27 september 1959) is een Nederlands historicus en voormalig politicus. Hij was vanaf 30 november 2006 namens de Volkspartij voor Vrijheid en Democratie (VVD) lid van de Tweede Kamer der Staten-Generaal. Op 18 november 2009 trad hij terug als Kamerlid omdat hij eerder die dag informatie had geopenbaard uit een vertrouwelijke bijeenkomst van Kamerleden met toenmalig koningin Beatrix.

## Levensloop
Boekestijn doorliep het vwo aan het Hermann Wesselink College in Amstelveen, en studeerde vervolgens geschiedenis en politieke wetenschappen aan de Vrije Universiteit Amsterdam. Hierna werkte hij in de periode 1986-1989 in Florence bij het European University Institute. Sinds 1989 is hij verbonden aan de vakgroep geschiedenis van de Universiteit Utrecht.
Veel van zijn publicaties behandelen de geschiedenis van het Europese statensysteem in de 19e en 20e eeuw. Ook schrijft hij over de geschiedenis van de Europese integratie.
Hij trad veelvuldig op voor radio en tv. Verder schreef hij columns voor diverse dag- en weekbladen. In 2003 trad hij toe tot een klankbordgroep van de Nederlandse minister van Defensie. Hij is geïnteresseerd in het 'neoconservatieve' gedachtegoed, hoewel hij 'pessoptimistisch' (de term is van Martin Lipset en betekent pessimistisch op de korte en middellange termijn en optimistisch op de lange termijn) is over de gedachte dat men democratie kan exporteren. In het septembernummer van het blad Nexus schreef hij een lang essay over dit thema. Boekestijn is regelmatig gevraagd als spreker bij de Edmund Burke Stichting.

### Opvattingen over Irak-oorlog
In de aanloop naar de oorlog met Irak in 2003 was Boekestijn regelmatig te gast in actualiteitenprogramma's, waar hij pleitte voor het beginnen van deze oorlog en regelmatig in debat ging met tegenstanders daarvan. Dat de aangevoerde motivering voor deze oorlog ("Saddam Hoessein heeft massavernietigingswapens!") achteraf onjuist bleek te zijn, gaf hij later toe in de actualiteitenrubriek Twee Vandaag. In het programma Who's Next zei hij inzake de aanwezigheid in Irak van massavernietigingswapens "bedonderd te zijn door Saddam" en bood zijn excuses aan voor zijn aanname van die aanwezigheid, omdat "geheime diensten dat hebben beweerd".

### Tweede Kamer
Bij de Tweede Kamerverkiezingen 2006 stond Boekestijn op de 14e plaats van de kandidatenlijst van de VVD. Op 22 november verwierf hij met 1.662 voorkeurstemmen een zetel in het parlement. In de Tweede Kamer heeft Boekestijn mede het VVD-beleid uitgestippeld op het gebied van ontwikkelingssamenwerking. Hierover schreef hij ook een kritisch boek, De prijs van een slecht geweten.

#### Incidenten
In november 2008 kwam Boekestijn in het nieuws doordat een opgenomen 'off the record'-gesprek met historicus Maarten van Rossem bij De Wereld Draait Door in de openbaarheid kwam. Daarin verweet hij Mark Rutte, fractievoorzitter van de VVD-Tweede Kamerfractie, een "schokkend" gebrek aan ideeën. Het kwam Boekestijn op veel kritiek vanuit zijn eigen partij te staan, maar Rutte aanvaardde zijn excuses. Sindsdien zou "een Boekestijntje" synoniem zijn voor een ongelukkige uitlating van een Kamerlid. Niet veel later was zijn oordeel over Rutte veel gunstiger.
In maart 2009 schreef Boekestijn in een discussie over de aantallen dodelijke slachtoffers van dictators Stalin, Mao en Hitler dat hij weleens "een spleetoog" over het hoofd ziet: "Het zijn er zo veel". Ook hier volgden excuses.
Woensdag 18 november 2009 stapte Boekestijn uit de Tweede Kamer, als gevolg van loslippigheid over een gesprek met koningin Beatrix waarover hij inhoudelijke en vertrouwelijke informatie prijsgaf aan de media. Hij betreurde zijn actie achteraf 'ten zeerste' en besloot - naar eigen zeggen geheel vrijwillig - de Kamer te verlaten, omdat hij het bezoek van Kamerleden aan de Koningin niet wilde bezwaren.

### Leven na de politiek
Twee dagen nadat Boekestijn de Tweede Kamer had verlaten, kreeg hij het aanbod van het opinieblad Elsevier om de buitenlandcolumn te gaan schrijven, die was vrijgekomen door het vertrek van Derk Jan Eppink naar het Europees Parlement. Dit deed hij tot mei 2018. Ondertussen bleef hij verbonden aan de Universiteit Utrecht, waar hij al ruim twintig jaar werkte.
Op BNR Nieuwsradio maakt Boekestijn samen met Rob de Wijk het radioprogramma Boekestijn en De Wijk over internationale vraagstukken. Dit mondde ook uit in een tv-serie van de twee heren, genaamd Weg van de wereld bij omroep WNL. Hiernaast maakt hij voor de VPRO de podcast Europa Draait Door (eerder Brexit: de podcast geheten) samen met voormalig Groot-Brittannië-correspondent Tim de Wit. Naast deze eigen programma's is Boekestijn regelmatig te horen als commentator in het NPO Radio 1-programma Dit is de Dag en het tv-programma Business Class. In 2011 was Boekestijn politiek commentator bij het WNL-televisieprogramma Ochtendspits.  In de zomer van 2013 was hij een van de gastpresentatoren bij Knevel & Van den Brink.
Boekestijn is sinds 2016 lid van de Commissie Vrede en Veiligheid van de Adviesraad Internationale Vraagstukken.
In februari 2021 maakte hij bekend dat hij bij de eerstvolgende verkiezingen op de toen nieuwe politieke partij Volt zou gaan stemmen, onder andere omdat hij vond dat de VVD te "vaag" was over de rol van de Europese Unie. Sindsdien is hij adviseur voor de Tweede Kamerfractie.

## Werken
- De prijs van een slecht geweten. Waarom hulp in haar huidige vorm niet werkt, 340 p., Uitgeverij Aspekt, Soesterberg (2010), ISBN 978-90-5911-950-5
- Mijmeren overzee, 254 p., Eburon (2011), ISBN 978-90-5972-594-2